# 凯撒内战
罗马大内战（前49年-前45年），又称为凯撒内战，罗马共和国最后的军事政治冲突之一。冲突在凯撒及其支持者（如平民派）和格奈乌斯·庞培及其支持者（罗马元老院和政治保守、社会传统的贵族派）之间开展。
此前，凯撒已经在高盧戰爭中征战了8年之久。庞培，凯撒，和克拉苏组建了前三头同盟，共享罗马的统治权。凯撒逐渐赢得普通百姓的拥戴，并藉此主张一系列改革。元老院畏惧凯撒，命令他交出兵权。凯撒不从，并率军挺进罗马城。庞培不得不逃离罗马，并随后在意大利南部召集兵马对抗凯撒。
在西班牙行省、意大利行省、罗马属希腊、伊利里亚、托勒密王國、阿非利加行省等地进行了四年的战斗之后，最終凯撒在蒙达战役中击败了最后一批贵族派。在返回罗马之后，他获任为终身独裁官（Dictator perpetuo）。战争的影响是：罗马共和国的政治传统几乎完全毁灭，罗马开始向帝国转型。

## 背景
公元前49年凯撒内战爆发前，罗马人面临的难题是怎样令在高卢征战近十年之久，累积了大量财富和权力的凯撒重新融入罗马政治圈。
凯撒在公元前59年的执政官任期结束后，罗马元老院按照瓦蒂紐斯法任命凯撒为伊利里亚和山南高卢总督，任期从公元前58年开始。在担任执政官期间，凯撒和克拉苏，庞培缔结了前三头同盟。此三人的盟约促使罗马政坛大洗牌，短期间为三人带来了利益，庞培和东方诸王国的政治协议获得承认，庞培和克拉蘇的农业改革也得以推行。但长远来看此举引起贵族派联合起来进行对抗，有损罗马的政治秩序。
三人间的同盟在公元前50年代开始出现裂痕，但在卢卡会议中三人的协商下免于分崩离析。庞培和克拉苏在公元前55年共同担任执政官，并在任期内取得了新的总督权力——庞培得到了西班牙行省的管理权，克拉苏前往叙利亚行省准备与帕提亚帝國作战，而凯撒则延长了自己高卢总督的任期。
克拉苏在公元前55年末离开罗马城，并在公元前53年战死沙场。之后，凯撒和庞培间的同盟开始逐步瓦解。克拉苏和嫁给庞培的凯撒之女茱莉亚分别身死之后，凯撒和庞培之间的權力平衡被彻底打破，冲突一触即发。自公元前61年起，罗马最主要的政治断层带是罗马元老院企图压制庞培的影响力，而后者则设法在元老院核心圈子之外寻找盟友，并最后获得了凯撒和克拉苏的支持。然而，公元前55-52年间政治暴力事件此起彼伏，罗马城几乎陷入无政府状态。这迫使元老院联合庞培以维护治安。公元前53年和52年，公共秩序的败坏程度尤其触目惊心。普爾喀和米罗等几乎不效忠任何党派的政治代理人在极度不稳定的政治气候下纠集了大批暴徒。因此，庞培在公元前52年在没有经过选举就成为了独一执政官，并控制了整座城市。
公元前51年春天开始，罗马政坛上已有人密谋剥夺凯撒的总督职位和军权。马塞卢斯称前一年凯撒已经在阿莱西亚之战中击败维钦托利，因此他在高卢的任务已经完成，执掌军权的有效期也随之结束。他也辩称凯撒自在战场上获胜以来就不再有理由作为缺席参选人竞选执政官。庞培在否决凯撒派提出的议案上也出了一臂之力。
公元前50年夏天以后，各个派别的立场越发坚固，而局势也不可逆转地恶化了。庞培在凯撒卸下兵权和放弃总督职位之前坚决禁止凯撒第二次参选执政官。元老院本身态度比较温和，也强力支持凯撒的盟友，时任護民官的盖乌斯·斯克里伯尼乌斯·库里奥的提议，让凯撒和庞培两人共同放弃军权和总督职位。这条议案在公元前50年12月1日以370比22的票数通过了，但是庞培和执政官马塞卢斯却否决了这议案。执政官马塞卢斯随即抓紧凯撒即将进军意大利的谣言，对庞培委以保护罗马城和共和国的重任。
凯撒决定发动内战的其中一个潜在原因是他因为自己在公元前59年担任执政官期间的违法行为以及违反庞培在公元前50年代后期通过的几条法律面临起诉。若凯撒败诉就会落得狼狈流亡的命运。然而，苏埃托尼乌斯和波利奥提出的起诉论疑点重重。公元前50-49年期间没有任何传世的证据证明有人企图起诉凯撒。凯撒决定发动内战的动机主要是在博取第二次执政官职位和凯旋式期间屡屡受挫，如果他无法得到这些荣耀，日后的政治生涯也会受到负面影响。同时，凯撒在公元前49年开展可谓占尽优势，因为他一直积极备战，但共和派才刚刚开始备战。
即便是在古代，凯撒内战爆发的原因也一直扑朔迷离，任何一方的确切动机都不得而知。各种离奇的藉口都曾经浮现。例如凯撒声称他在保护被逐出罗马城的保民官的权利，但这说法明显是凯撒的片面之词。凯撒的自辩是他在保护自己的荣誉。其实，凯撒和庞培两人都在为自己的荣誉而战。凯撒拒绝低声下气地向咄咄逼人的保守派屈服，遑论承受庞培的欺侮。庞培也拒绝接受凯撒的颐指气使的提议。罗马人一直到公元前50年最后几周都消极避战，然而元老们自己的政治举措使他们自己进退维谷，只有通过武力挑衅才能在保全脸面的前提下全身而退。相反，凯撒则不能眼看着自己在示弱之后地位和名声一落千丈。

## 内战经过
前49年1月10日，凯撒指挥第13军团越过山南高卢和意大利的分界线——卢比孔河。按照罗马传统，为防将领发动军事政变，任何将领都不能率军越过卢比孔河。因此，凯撒的行为直接引发了内战。然而，罗马百姓视凯撒为英雄并普遍欢迎他。至于凯撒在度过卢比孔河时的发言，史书则众说纷纭，其中“骰子已经掷下”相当广为流传。相反，凯撒自传里没有提及渡河，而是仅仅提到凯撒率军来到卢比孔河以南的里米尼。

### 在意大利和西班牙的战斗
凯撒如同凯旋班师一般回到罗马。元老们不知凯撒麾下仅有一个军团，在恐慌之下纷纷投向庞培。后者宣布罗马无险可守，并带着己方元老，包括贵族派以及在职的两位执政官，逃至卡普阿。西塞罗对此的评论是庞培公开示弱，纵容凯撒巩固势力。
虽然庞培和贵族派仓皇逃亡意大利中部，但他们手下的兵力仍有两个军团约11500人之众，以及阿爱诺巴尔布斯匆匆征集的意大利士兵。随着凯撒南下步步进逼，庞培撤退到布林迪西，并留下命令给正在伊特鲁里亚征兵的多米提乌斯，指示他阻止凯撒从亚得里亚海滨的方向进军罗马。后来，庞培命令多米提乌斯向南撤退与自己会合，只是那时已经为时已晚。多米提乌斯违抗命令，结果在科尔菲尼奥遭到包围，其麾下31个大队共3个军团的兵力被迫投降。凯撒为展示其宽容释放多米提乌斯和被俘的其他元老，甚至归还多米提乌斯部下的薪金，合共6000000塞斯特币。然而，凯撒迫使一众降卒宣誓效忠自己，并派出手下将领波利奥接管这批部队，将他们带往西西里。
庞培成功逃到布林迪西，并企图征集船只将手下的军团运输到伊庇鲁斯，继而前往罗马共和国的各个希腊行省。庞培希望借着自己的声望在希腊募集资金和军队，从而对意大利半岛实施封锁。同时，贵族派元老包括梅特鲁斯·西庇阿和小加图和庞培合兵一处，并在卡普阿留下一队部队阻拦追兵。
凯撒抱着与恢复与庞培的盟约的期望一路追击到卡普阿。在凯撒内战的初期，凯撒不断邀请庞培放下武器，与自己重修旧好。但后者本着法学原则指出凯撒是自己的手下，只有凯撒率先解散部队停止作战，双方才有和谈的可能。庞培身为元老院拥护的将领，背后还有至少一位现任执政官给他撑腰，其行为都拥有法理上的正当性，反而凯撒横渡卢比孔河之后，使他成为元老院和罗马人民的公敌。此后，凯撒尝企图封锁布林迪西港口困死庞培。他下令工兵在港口两端建筑防波堤，并用九米见方，能够搭载塔楼和工事的大型木筏搭建浮桥，连接两道堤坝，封锁深水区。庞培的对策是在商船上搭建塔楼，并在塔楼上布设投石机，居高临下击沉凯撒的木筏，破坏他的浮桥。最后，庞培在前49年3月从海路突出重围，逃到伊庇鲁斯，将意大利拱手让给凯撒。
凯撒乘着庞培远离意大利本土之机挥军北上，急行27日来到西班牙对群龙无首的庞培派军队发动攻击，并在伊莱尔达战役击败阿弗拉尼乌斯和彼德利乌斯手下的西班牙驻军，稳定西班牙行省的局势。凯撒仅仅带6个军团，加上3000名曾跟着凯撒征战高卢的精锐骑兵，以及近卫军900人进入西班牙，并只付出阵亡70人的代价。与之相对的庞培派军队则付出阵亡200人，伤600人的代价。
前49年12月，凯撒回到罗马就任独裁官，并任命安东尼担任骑士统领。凯撒执掌独裁官权力仅仅11天。在这段时间内，凯撒第二次当选执政官。之后，凯撒启程前往希腊追击庞培。

### 在希腊与伊利里亚的战斗
凯撒从布林迪西出发，率领7个军团度过奧特朗托海峽，在发罗拉地区的海湾登陆。此时，庞培有三条策略可供选择：第一，与东方的昔日盟友帕提亚帝国结盟；第二，利用占有优势的海军反攻意大利；第三，与凯撒决一死战。首先，由于罗马将领向异族借兵攻击罗马同胞被视为懦夫的行为，所以庞培不可能考虑和帕提亚结盟。其次，由于意大利各民族曾在三十年前发动同盟者战争反抗罗马，所以他们有可能与庞培为敌，这使得庞培不能冒险反攻意大利。在谋士建议之下，庞培决定将凯撒引入一场决战。
虽然庞培做了这样的决定，但是随着凯撒不断追击庞培并把他赶到伊利里亚，庞培就被逼上了决战这一条路。前48年7月10日，两军在底拉西乌姆交战。凯撒损失约1000人后被迫南撤。庞培不相信他的军队击败了凯撒的军团，反而误以为凯撒设计诱敌深入，于是并没有乘胜追击锁定胜局，从此失去战略主动权和速战速决的机会。凯撒在法萨卢斯扎营，引来庞培攻击。虽然庞培派军队人数占优，但他们仍被凯撒的军队击溃。庞培的骑兵之间缺乏协调是他战败的主因之一。

### 在埃及的战斗
庞培兵败逃亡埃及，却遭到托勒密十三世手下的宦官波提纽斯暗害。凯撒为追击庞培派残兵来到了亞歷山卓，并卷入了托勒密和身兼其姐姐，妻子，和共同摄政的克里奥佩特拉七世之间的王朝战争。由于托勒密十三世参与策划杀害庞培，凯撒站在了克里奥佩特拉七世一方。凯撒曾希望宽恕庞培以换取政治资本；当他在看到庞培的头颅后曾痛哭流涕。
在接下来的战斗中，凯撒被包围在亚历山大之中，所幸被博斯普鲁斯王国国王米特拉达梯的盟军所救。随后，凯撒击败了托勒密的军队，并拥立克里奥佩特拉为埃及国王。克里奥佩特拉为凯撒生下了后者唯一一名儿子恺撒里昂，但由于罗马法禁止罗马人与非罗马公民结婚，所以凯撒和克里奥佩特拉并无正式的婚姻关系。

### 在本都王国的战斗
凯撒在埃及度过了公元前47年的头几个月，之后便启程前往叙利亚，接着前往本都王国对付庞培安插的从属王法尔奈克二世。后者乘着罗马内战的乱局攻击了与罗马亲善的加拉泰国王德尤塔卢斯，并夺取了小亚美尼亚和科尔基斯的统治权。他在尼科波利斯击败了小亚细亚的罗马总督卡尔维努斯临时招募的军队。同时，法尔奈克二世攻占了亲罗马的城市阿米苏斯，阉割了城中所有男子，并将城内所有居民卖给奴隶贩子。向罗马示威之后，法尔奈克二世率军撤回，以安抚新占领的土地的百姓。
然而，凯撒亲自率兵一日千里地行军，迫使法尔奈克二世集中注意力对付凯撒。起初，法尔奈克二世认清了来自凯撒的威胁，于是遣使求和，以图拖延时间直至凯撒的注意力被其他事务分散。不料凯撒用兵神速，仅用一队骑兵就在济莱之战击溃了法尔奈克二世。大获全胜之后，凯撒向罗马元老院报捷，称我来，我见，我征服。相反，法尔奈克二世惨败之后逃到博斯普鲁斯，纠集一批斯基泰和萨尔马提亚部队攻占了几座城市。然而，他手下一名总督倒戈击败了法尔奈克二世。阿庇安称法尔奈克二世死于乱军之中，而卡西乌斯·狄奥则称法尔奈克二世被俘然后被杀。

### 在北非的战斗
当凯撒正在埃及拥立克里奥佩特拉七世成为唯一统治者时，他交由安东尼管理的四个军团发生了兵变。这些军团由老兵组成。由于这些军团士兵渴望解甲归田，加上他们并未收到承诺的奖金，因此心生不满。凯撒不得不亲身回到意大利平乱。凯撒宣布四个军团就地解散，佯装将这四个军团无情抛弃。如此，士兵的羞耻心和荣誉感被激发起来。他们放弃诉求，转而乞求凯撒让他们继续服役，将功赎罪。
凯撒解决兵变之后出发前往非洲，于公元前46年在塔普苏斯大败梅特盧斯·西庇阿，迫使其自杀。

### 在西班牙的最终决战
庞培的两个儿子——格柰乌斯·庞培与塞克图斯·庞培——联合凯撒昔日的总督副手和高卢战争名将拉比埃努斯逃到西班牙。凯撒紧追不舍，并在公元前45年于蒙达战役击败庞培派系的残余势力。拉比埃努斯阵亡，格柰乌斯·庞培遭到处决。凯撒内战宣告落幕。然而，塞克图斯·庞培成功逃脱，并成功与庞培派系的海军会合。多年后，他将利用这支海军与凯撒的继承人屋大维进行战斗。

## 战后形势
战后，凯撒被任命为任期十年的独裁官，然后又被任命为终身独裁官。后者令凯撒独揽大权，导致刺杀凯撒的阴谋成型，最终使凯撒在公元前44年三月遇刺。之后，安东尼和凯撒的养子屋大维对刺杀凯撒的解放者派系以及元老院里贵族派的残余势力发动另一次内战。多次内战令罗马共和国的旧政治体系土崩瓦解，最终使帝制完全取代共和制，是为罗马帝国的诞生。

## 注脚
1. ↑  Kohn, G.C. Dictionary of Wars (1986) p. 374
2. ↑  Hornblower, S., Spawforth, A. (eds.) The Oxford Companion to Classical Civilization (1998) pp. 219-24

## 延伸阅读
- The Commentarii de Bello Civili (Commentaries on the Civil War), events of the Civil War until immediately after Pompey's death in Egypt.
- De Bello Hispaniensi (On the Hispanic War) campaigns in Hispania
- De Bello Africo (On the African War), campaigns in North Africa
- De Bello Alexandrino (On the Alexandrine War), campaign in Alexandria.
- Brunt, P.A. . Oxford: Clarendon Press. 1971. ISBN 0-19-814283-8.
- E.S. Gruen, The Last Generation of the Roman Republic, California U.P. 1974, pp. 449–497.  ISBN 0-520-20153-1
- Gelzer, Caesar — Politician and Statesman （页面存档备份，存于）, Chapter 5. Harvard University Press, 1968.
- Goldsworthy, Adrian. . Oxford: Osprey Publishing. 2002. ISBN 1-84176-392-6.
- Cynthia Damon and William Batstone Caesar's Civil War (Oxford Approaches to Classical Literature, 2006) ISBN 9780195165104
- ed. Cynthia Damon, Brian Breed, and Andreola Rossi Citizens of Discord: Rome and its Civil Wars (Oxford University Press, 2010) ISBN 9780195389579